# Wörterbücher zur Sprach- und Kommunikationswissenschaft
Wörterbücher zur Sprach- und Kommunikationswissenschaft (WSK) ist eine Buchreihe von bilingualen terminologischen Teilfachwörterbüchern des Typs Lern- und Konsultationswörterbuch. Jedes Wörterbuch gibt es in Online- als auch in Printform. Die Reihe soll nach aktuellem Stand 25 Wörterbücher umfassen. Ursprünglich gegründet im Jahre 2004 wurden die WSK von Stefan J. Schierholz und Herbert Ernst Wiegand. Sie erscheinen im Verlag De Gruyter Berlin.